# Bamenda
Bamenda er en by i det vestlige Cameroun med et indbyggertal (pr. 2007) på cirka 446.000. Byen er hovedstad i landets Nordvestprovins.